# Reuel Williams
Reuel Williams, född 2 juni 1783 i Hallowell, Massachusetts (i nuvarande Maine), död 25 juli 1862 i Augusta, Maine, var en amerikansk demokratisk politiker. Han representerade delstaten Maine i USA:s senat 1837–1843.
Williams studerade juridik och inledde 1804 sin karriär som advokat i Augusta. Han var elektor för Martin Van Buren i presidentvalet i USA 1836.
Williams efterträdde 1837 Judah Dana som senator för Maine. Han efterträddes 1843 av John Fairfield.
Williams avled 1862 och gravsattes på familjekyrkogården i Augusta.